# Yei Theodora Ozaki
Yei Theodora Ozaki (英子セオドラ尾崎, Eiko Seodora Ozaki) (Londres, 1871 - 28 de desembre de 1932) coneguda com O'Yei o Theodora, va ser una traductora de contes de fades i històries curtes japonesos de principis del segle xx. Les seves traduccions eren bastant lliures però van esdevenir molt populars i es van reimprimir diverses vegades després de la seva mort.

## Biografia
Ozaki va néixer a Londres el 1871. De mare anglesa i pare japonès, era filla del baró Saburō Ozaki, un dels primers homes japonesos a estudiar a Occident, i de Bathia Catherine Morrison (1843-1936), que a la vegada era filla de William Mason Morrison (1819-1885) i Mary Anne Morrison. El matrimoni va tenir dues filles més, Masako Maude Mary Harriett Ozaki i Kimie Bathia Alexandra Ozaki.
Després del divorci dels seus pares el 1881, i a proposta d'un amic del baró Ozaki, les filles van créixer amb la mare, que en va conservar la custòdia fins que van ser adolescents. Vivien amb els seus avis anglesos a St Alban's Cottage (Fulham, Londres) i es diu que el seu avi William la va animar a escriure en anglès. Degut al fet que durant un temps el pare no va fer-se càrrec de les despeses alimentàries per a les seves filles, el maig de 1887 Yei i Kimie van viatjar a Tòquio per viure amb ell, amb el consentiment de la seva mare. El pare va intentar educar-les com a noies japoneses i va concertar un matrimoni per a Yei Ozaki, que ella va refusar. Tot i que va intentar trencar els vincles amb el seu pare, va ser la més japonesa de les tres germanes.
Per guanyar-se la vida fer de mestra d’anglès. Mary Crawford Fraser, l'esposa del ministre nord-americà Hugh Fraser, la va conèixer i li va proporcionar feina de secretària a la delegació dels Estats Units al Japó el 1891. Quan el 1894 va morir Hugh Fraser, Yei Ozaki va acompanyar Mary Fraser en els seus viatges per Europa i van passar bona part del temps a Itàlia. L’any 1899 va tornar al Japó, on Fukuzawa Yukichi li va proporcionar un lloc com a professora a la seva escola, Keiō gijuku, que era un temple budista.
Mentre viatjava a Itàlia, el germà de Mary, Francis M. Crawford, va descobrir el talent de Yei Ozaki per escriure i explicar històries. Encoratjada per l'èxit d'una sèrie popular de contes de fades japonesos com els de Hasegawa Takejirō, va començar a escriure històries més petites i a traduir contes de fades japonesos. Entre 1900 i 1902 alguns d'aquests es van publicar en revistes angleses com The Wide World Magazine, The Girl's Realm de Londres o la seva revista germana, The Lady's Realm. El seu primer treball important, The Japanese Fairy Book (1903-1908) es va publicar l'octubre de 1903, es va reimprimir el 1904, el 1906 i el 1908, publicades a Londres per Kelly & Walsh. La col·lecció de contes de fades japonesos no la va traduir del japonès formal, sinó que la va reformular en un idioma quotidià per a nens, fet que va afavorir la seva popularitat als països anglòfons. El 1908 Kelly & Walsh va publicar Buddha's Crystal and Other Fairy Stories, seguit el 1909 per Warriors of Old Japan and Other Stories de l'editorial Constable de Londres, amb una introducció de John Harington Gubbins. Romances of Ancient Japan es va publicar el 1919 simultàniament a Londres i Nova York.
Al començament de la seva carrera com a escriptora, sovint rebia cartes adreçades a un home del mateix nom, que no tenia cap relació amb ella. D’aquesta manera, el 1904 va conèixer Ozaki Yukio, que en aquell moment era alcalde de Tòquio, amb qui es va casar un any després. Van tenir tres filles, Kiyoka, Shinaye i Sōma Yukika, que va ser la primera dona japonesa qualificada com a traductora simultània i va fundar una organització humanitària internacional per prohibir les mines terrestres que el 1997 rebria el premi Nobel de la Pau.
A principis dels anys trenta va patir una lesió a l'espatlla mentre viatjava a Anglaterra des del Japó per visitar la seva família Londres. Els metges japonesos van atribuir el dolor a l'espatlla a la caiguda accidental però als Estats Units li van diagnosticar un sarcoma. Després de l’operació quirúgica va obtenir permís per viatjar a Londres, on hi havia la seva mare, el seu marit i les seves filles menors. Va morir a Londres a finals de 1932. El gener de 1933 Ozaki Yukio va tornar al Japó amb les seves restes.

## Obres
- Japanese Fairy Tales (1908), titulat també The Japanese Fairy Book (1903)[4]
- Buddha's Crystal and Other Fairy Stories (1908)
- Warriors of Old Japan, and Other Stories (1909)
- Romances of Old Japan (1919)